# Jiří Maštálka
Jiří Maštálka, né le 3 janvier 1956 à Sušice, est un homme politique tchèque, membre du Parti communiste de Bohême et Moravie.

## Biographie
Il est élu député européen lors des élections européennes de 2004, après avoir été observateur avant l'adhésion de la République tchèque à l'Union européenne. Il a été réélu en 2009 et en 2014. Il siège au sein de la Gauche unitaire européenne/Gauche verte nordique, dont il a été le trésorier de 2009 à 2014. Il a également été questeur de 2009 à 2014. Il fait partie de la commission des affaires juridiques depuis 2009.